# Врятована з орлиного гнізда
«Врятована з орлиного гнізда» (англ. Rescued from an Eagle's Nest, 1908) — німий американський короткометражний художній фільм з участю Девіда Гріффіта.

## Сюжет
Орел викрадає маленьку дитину лісоруба, батько (одна з перших ролей Гріффіта) вступає в сутичку з безжалісним птахом, щоб врятувати дочку.

## У ролях
- Джіні Фрейзер — дитина
- Девід Ворк Гріффіт — батько
- Генрі Волтголл
- Міс Елі